# Rhipidia (Rhipidia) euterpe
Rhipidia (Rhipidia) euterpe is een tweevleugelige uit de familie steltmuggen (Limoniidae). De soort komt voor in het Afrotropisch gebied.